# Basis 108
Basis BASIS 108 (BASIS 108) је професионални рачунар фирме Basis који је почео да се производи у Немачкој током 1982. године.
Користио је 6502 и Zilog Z80 (за CP/M компатибилност) микропроцесорске јединице а RAM меморија рачунара је имала капацитет од 128 kb (двије 64k локације). 
Као оперативни систем кориштен је CP/M 3.0+ или CP/M 2.2 - DOS 3.2 или DOS 3.3.

## Детаљни подаци
Детаљнији подаци о рачунару BASIS 108 су дати у табели испод.
|                       |                                                                          |
| [ 1 ]                 |                                                                          |
| Произвођач            |                                                                          |
| Тип                   | професионални рачунар                                                    |
| Меморија              | 128 (двије 64k локације)                                                 |
| Поријекло             | Немачка                                                                  |
| Година                | 1982                                                                     |
| Тастатура             | одвојива тастатура са пуним помаком тастера (AZERTY/QWERTY), 100 тастера |
| Процесор              | 6502 и (за компатибилност)                                               |
| Фреквенција процесора |                                                                          |
| RAM                   | 128 (двије 64k локације)                                                 |
| ROM                   | 12                                                                       |
| Текст                 | 40 x 24 / 80 x 24                                                        |
| Графика               | 280 x 192 / 280 x 160 / 80 x 48 / 40 x 48                                |
| Боја                  | 6 у прва два графичка мода и 15 у осталима                               |
| Звук                  | 1 глас                                                                   |
| Димензије             |                                                                          |
| Портови               |                                                                          |
| Оперативни систем     |                                                                          |